# Snowornis
A Snowornis a madarak osztályának verébalakúak (Passeriformes) rendjébe és a kotingafélék (Cotingidae) családjába tartozó nem.

## Rendszerezésük
A nemet Richard O. Prum írta 2001-ben, jelenleg az alábbi 2 faj tartozik ide:
- Snowornis cryptolophus
- Snowornis subalaris

## Előfordulásuk
Az Andok hegységben, Kolumbia, Ecuador és Peru területén honosak. A természetes élőhelyük a szubtrópusi vagy trópusi síkvidéki és hegyi esőerdők. Állandó, nem vonuló fajok.

## Megjelenésük
Testhosszuk 23-25 centiméter, a testtömegük 82-85 gramm közötti.

## Életmódjuk
Gyümölcsökkel és rovarokkal táplálkoznak.